# Marcos Mondaini
Marcos Gustavo Mondaini (Sáenz Peña, 14 de fevereiro de 1985) é um futebolista profissional argentino, naturalizado equatoriano, que atua como atacante.
Mondaini começou a carreira nas categorias de base do clube argentino Boca Juniors, estreando nos profissionais durante a temporada do Torneio Apertura de 2004.

## Carreira

### Boca Juniors
Marcos Mondaini se profissionalizou no 	Boca Juniors, em 2004.
Ele integrou o Boca Juniors na campanha vitoriosa da Libertadores da América de 2007.

### Emelec
Em 2012, retornou ao clube equatoriano onde está  desde então.

## Títulos
Boca Juniors
- Taça Libertadores da América: 2007